# 佐土原町下富田
佐土原町下富田（さどわらちょうしもとんだ）とは、宮崎県宮崎市内の地名。佐土原地域自治区に属している。郵便番号は880-0204。

## 地理
宮崎市の北東端、一ツ瀬川河口右岸に位置する。もともと児湯郡新富町に属していたが、2005年2月18日に新富町下富田字二ツ立浦のうち、一ツ瀬川より南の地区を宮崎郡佐土原町に編入し、宮崎郡佐土原町大字下富田字二ツ立浦となった。2006年1月1日に宮崎市に編入後は現在の住所となる。
佐土原町下田島と接する。

## 歴史
- 2005年2月18日：児湯郡新富町下富田字二ツ立浦のうち、一ツ瀬川より南の地区を宮崎郡佐土原町に編入
- 2006年1月1日：宮崎市に編入

## 世帯数と人口
2022年（令和4年）11月1日現在の世帯数と人口は以下の通りである。
| 町丁           | 世帯数 | 人口 |
| -------------- | ------ | ---- |
| 佐土原町下富田 | 15世帯 | 25人 |

## 小・中学校の学区
市立小・中学校に通う場合、学区は以下の通りとなる。
| 町名           | 小学校               | 中学校             |
| -------------- | -------------------- | ------------------ |
| 佐土原町下富田 | 宮崎市立広瀬北小学校 | 宮崎市立久峰中学校 |